# Shelter Island Heights
Shelter Island Heights est une census-designated place du comté de Suffolk, dans l'État de New York, aux États-Unis,. En 2020, elle compte une population de 1 601 habitants.